# Йоана Гайтани
Йоана Георгиу Гайтани (на гръцки: Ιωάννα Γεωργίου Γαϊτάνη) е гръцки политик от Коалицията на радикалната левица.

## Биография
Родена е в 1959 година в македонския град Бер, на гръцки Верия. Учи в Гренобъл, Франция, в 1977-1981 г. и активно участва в студенсткото движение. В 1987 г. се присъединява към троцкистката Организация за социалистическа революция. Занимава се с търговия. В 2001 година става член на Интернационалната работническа левица, а в 2004 година е сред основателите на Коалицията на радикалната левица. Избрана е за депутат от Първи Солунски район на изборите на 17 юни 2012 г. Гайтани, скандално за Гърция, иска Република Македония да бъде наричана „Македония“.
На 14 август 2015 година е сред 32-мата депутати напуснали Коалицията и основали на 21 август Народно единство.